# Alaigne
Alaigne (okzitanisch Alanha) ist eine südfranzösische Gemeinde mit 331 Einwohnern (Stand 1. Januar 2022) im Westen des Départements Aude in der Region Okzitanien.

## Lage
Das Runddorf (Circulade) Alaigne liegt in einer Höhe von etwa 320 Metern ü. d. M. in der historischen Grafschaft Razès, etwa 35 Kilometer (Fahrtstrecke) südwestlich von Carcassonne. Die Kantonshauptstadt Limoux ist knapp 13 Kilometer in südöstlicher Richtung entfernt.

## Bevölkerungsentwicklung
| Jahr      | 1968 | 1975 | 1982 | 1990 | 1999 | 2006 | 2016 |
| Einwohner | 365  | 366  | 330  | 290  | 300  | 297  | 326  |

Im 19. Jahrhundert hatte der Ort meist deutlich über 500 Einwohner. Aufgrund der Reblauskrise im Weinbau und der zunehmenden Mechanisierung der Landwirtschaft ging die Einwohnerzahl seitdem bis auf die Tiefststände in den 1980er und 1990er Jahren zurück.

## Wirtschaft
In früheren Zeiten lebten die Bewohner des Ortes als weitgehende Selbstversorger von der Landwirtschaft, wobei neben Getreide auch Wein angebaut wurde. Daneben betrieb man ein wenig Viehzucht (Schweine, Hühner etc.). Wie in vielen Orten des Languedoc dominiert seit dem 19. Jahrhundert der Weinbau; der Ort gehört zum Weinbaugebiet Malepère. Die Winzergenossenschaft (Cave Coopérative du Razès) vermarktet ihre Weine über die Appellationen Aude, Pays Cathare, Malepère und Pays d’Oc. Wegen der Absatzkrise französischer Weine wird auf vielen Flächen wieder Getreide (Weizen, Mais) und Sonnenblumen ausgesät. Der Tourismus in Form der Vermietung von Ferienwohnungen (gîtes) spielt seit den 1960er Jahren ebenfalls eine bedeutsame Rolle für die Einnahmen der Bevölkerung und der Gemeinde.

## Geschichte
Bereits im 9. Jahrhundert ist von einem kleinen Kloster (Couvent de St Pierre) die Rede. Im 12. und 13. Jahrhundert wurde der Ort befestigt, wobei der äußere Häuserring des Runddorfs (Circulade) als ‚Stadtmauer‘ diente. Über die Zeit des Hundertjährigen Krieges (1347–1463) und der Hugenottenkriege (1562–1598) ist nichts bekannt. Vom 13. Jahrhundert bis zum Beginn der Französischen Revolution gehörte der Ort zur Grundherrschaft der Bischöfe von Narbonne.

## Sehenswürdigkeiten
- Das turmbekrönte Stadttor Porte de Pépy (auch Papy oder Popy) aus dem 15./16. Jahrhundert ist im Jahr 1948 als Monument historique anerkannt worden.[1] Über dem inneren und äußeren Torbogen prangt jeweils ein Wappen. Im Innern des Turmbaus befinden sich drei Geschosse mit jeweils nur einem fensterlosen Raum.
- Ein zweites, kleineres Stadttor, die Porte d’Arres tritt heute nur noch als Bogen in Erscheinung.
- Der Brunnen auf dem zentralen Platz stammt aus der zweiten Hälfte des 19. Jahrhunderts.
- In dieser Zeit wurde auch die ursprünglich aus dem 16. Jahrhundert stammende und – ausnahmsweise – nicht in der Ortsmitte stehende, sondern in den Häuserring integrierte Pfarrkirche (Église Saint-Pierre) erweitert. Sie birgt ein Reliquienkreuz (Croix de Sainte Julie) aus dem Vorgängerbau; dieses stammt aus einer Goldschmiedewerkstatt in Limoux und wurde in der zweiten Hälfte des 17. Jahrhunderts gefertigt.
- Beim Friedhof steht die kleine Kapelle Sainte-Julie.